# Xian de Linkou
Le xian de Linkou (林口县 ; pinyin : Línkǒu Xiàn) est un district administratif de la province du Heilongjiang en Chine. Il est placé sous la juridiction de la ville-préfecture de Mudanjiang.

## Démographie
La population du district était de 434 101 habitants en 1999.